# Peter Pitseolak
Peter Pitseolak (2. září 1902, Nottinghamský ostrov, Nunavut, Kanada – 30. září 1973, Kinngait, Kanada) byl inuitský fotograf, sochař, umělec a historik. Byl prvním domorodým fotografem Baffinova ostrova.

## Životopis

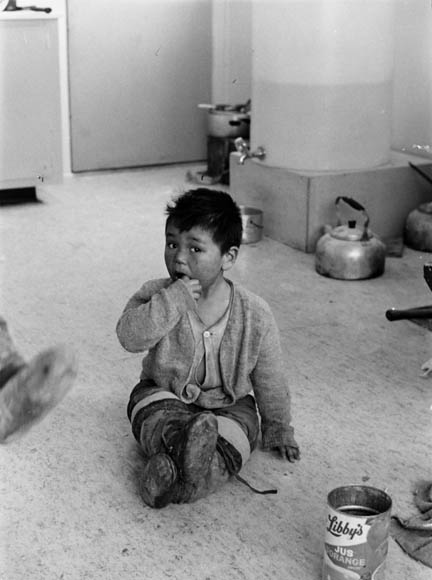
V domě Petra Pitseolaka

Narodil se 2. září 1902 na ostrově Nottingham v Severozápadních teritoriích. Většinu svého života prožil v tradičních inuitských táborech nedaleko Cape Dorset na jihozápadním pobřeží Baffinova ostrova, nyní na kanadském území Nunavut. Tváří v tvář rychlým technologickým změnám v inuitské komunitě se Pitseolak věnoval uchovávání poznatků o tradičních způsobech života, a to psaním, kreslením a zejména fotografováním. Dokumentoval zvyky, techniky lovu, příběhy a mýty. Jeho bratrem byl náčelník Pootoogoo.
V roce 1912 se Pitseolak setkal s fotografem Robertem J. Flahertym. Flaherty, dnes známý zejména díky svému dokumentárnímu filmu Nanook of the North (1922), inspiroval Pitseolaka k zájmu o fotografii. Až ve 30. letech 20. století však Pitseolak pořídil svou první dochovanou fotografii. Bylo to pro bělocha, který se bál přiblížit k lednímu medvědovi, aby si ho mohl vyfotografovat. Pitseolak pro něj pořídil fotografii pomocí návštěvníkova fotoaparátu.
V roce 1923 se Pitseolak oženil s Annie z Lake Harbor, nyní Kimmirut. Z jejich manželství vzešlo sedm dětí; přežili jen Udluriak a Kooyoo, dvě dcery. Annie dostala v roce 1939 tuberkulózu a zemřela.
Ve čtyřicátých letech 20. století žil Pitseolak v Cape Dorset a pracoval pro obchodníky s kožešinou, když od katolického misionáře získal svůj první fotoaparát. S pomocí své druhé manželky Aggeok (1906–1977) vyvolal své první fotografie v mysliveckém iglú. Musel překonat mnohé potíže, včetně extrémních klimatických změn, vysoké úrovně světla z reflexní sněhové scenérie a potíží se získáním filmů a vývojky. Peter a Aggeok experimentovali. Jako bezpečnostní světlo používali bateriovou svítilnu pokrytou červenou látkou a filtr na čočky vyrobený ze starých slunečních brýlí.
Byl také malířem, který v roce 1939 realizoval sérii akvarelů pro Johna Buchana, později druhého barona Tweedsmuira, syna generálního guvernéra Johna Buchana, prvního barona Tweedsmuira.
Pitseolak psal různé deníky, poznámky a rukopisy, vše ve slabikách Inuktitut. Spolu s Dorothou Harley Eberovou publikoval People From Our Side (1975), příběh jeho raného života, a Peter Pitseolak's Escape From Death (1977), popis katastrofy mezi ledovými kry.
Fotografoval sebe, svou rodinu a členy komunity. Zachycoval je v pózách i s tradičním oděvem a nářadím. Během dvaceti let vytvořil Pitseolak více než 2000 fotografií mizejícího tradičního způsobu života. V roce 1961, ve věku 59 let, opustil svůj tábor v Keatuku a vrátil se k životu v osadě na Cape Dorset. Po jeho smrti v roce 1973 bylo od jeho vdovy zakoupeno více než 1500 negativů a fotografií pro Národní muzea Kanady (dnes součást Kanadského muzea historie).
Slavná sochařka Okpik Pitseolak (* 1946) se provdala za Petrova syna Marka Pitseolaka. Podle Terryho Ryana, bývalého manažera West Baffin Eskimo Co-operative, synovec Petra Pitseolaka, Kananginak Pootoogook, velmi obdivoval svého strýce a byl jím ovlivněn a také se stal umělcem.
Zemřel 30. září 1973 v Cape Dorset, Northwest Territories.

## Galerie

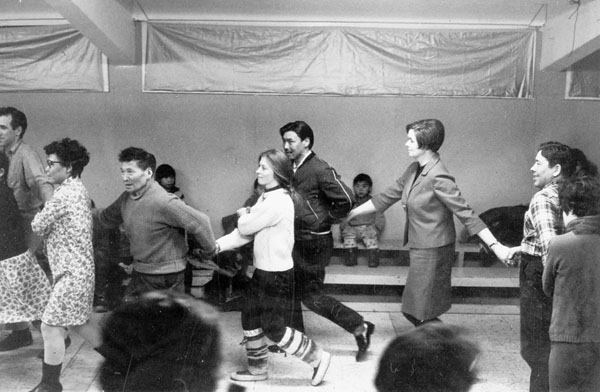
"Terry, Peter Pitseolak, Pat, Kananginak, Elli a Tommy na pátečním večerním tanci", duben 1968, Cape Dorset
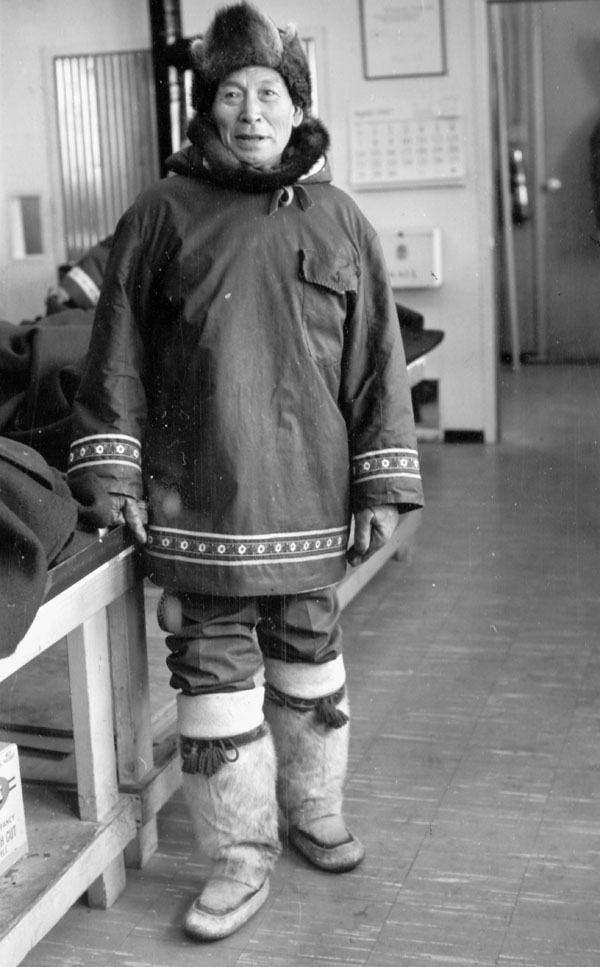
Peter Pitseolak, duben 1968, Cape Dorset
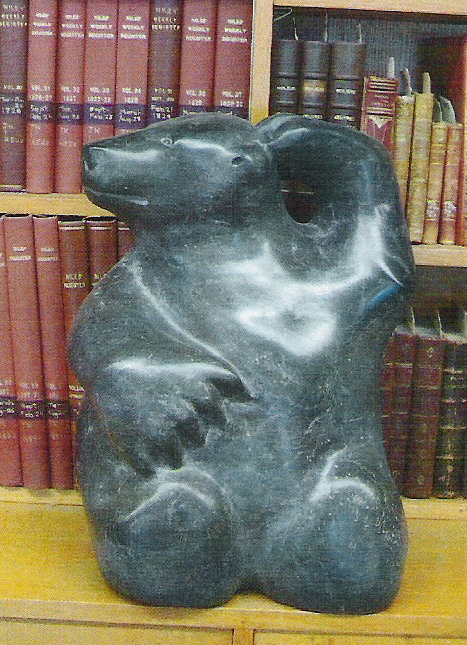
Peter Pitseolak: Vyřezávaný medvěd z mastku, dar Royal Military College of Canada